# Jacob Zuma

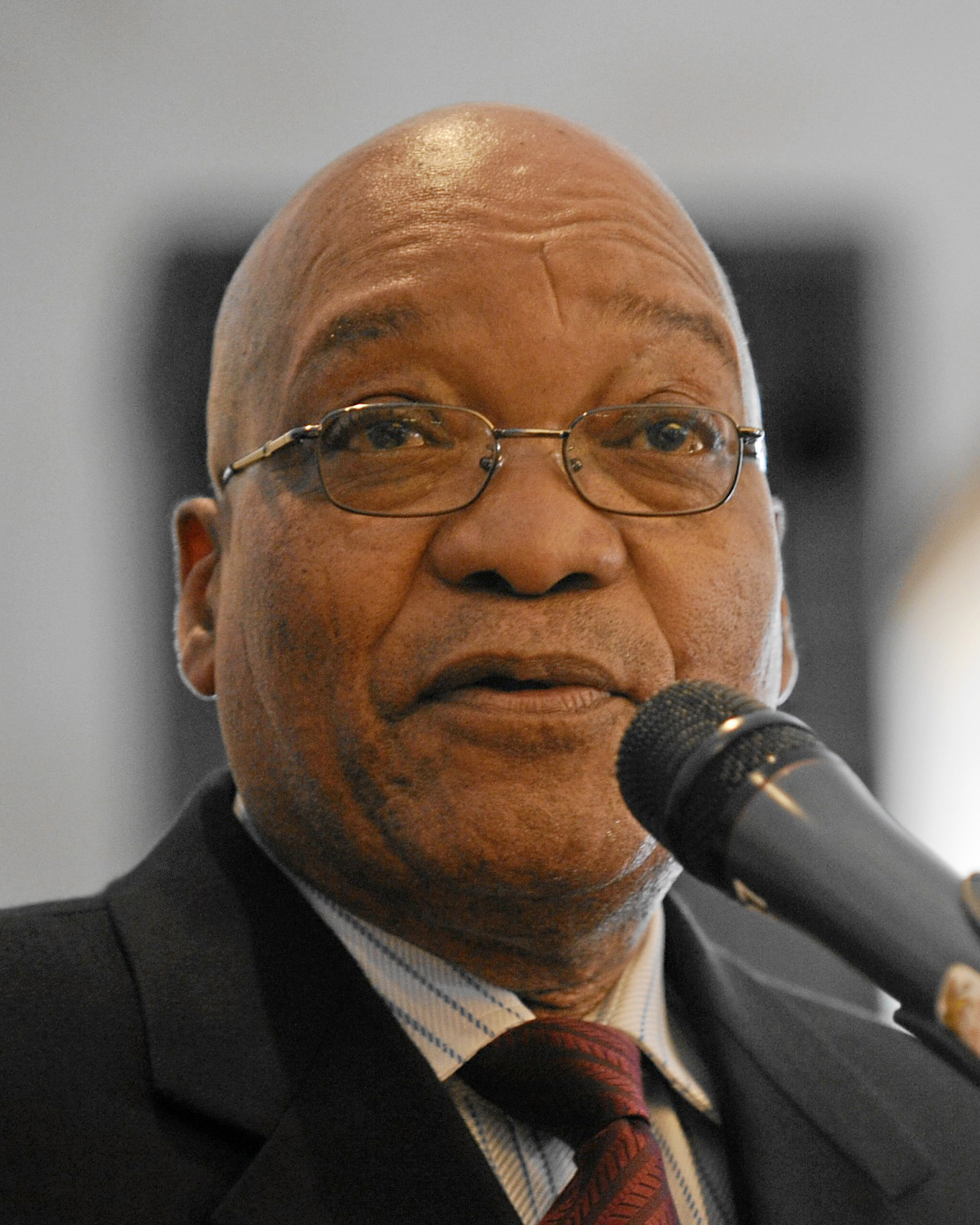
Zuma während des Weltwirtschaftsforums 2010

Jacob Gedleyihlekisa Zuma (* 12. April 1942 in Nkandla, Natal, Südafrikanische Union) ist ein südafrikanischer Politiker und ehemaliges führendes Mitglied des African National Congress (ANC). Von 2009 bis 2018 war er Präsident von Südafrika. Bereits von 1999 bis 2005 war er Vizepräsident Südafrikas sowie von 2007 bis 2017 Vorsitzender des ANC. Seine Regierungsführung wird von seinen Kritikern gelegentlich als „Kleptokratie“ charakterisiert. Nachdem er bei den Wahlen 2024 eine Konkurrenzpartei zum ANC unterstützt hatte, wurde er am 29. Juli 2024 aus dem ANC ausgeschlossen.

## Herkunft
Zuma gehört dem Volk der Zulu an. Er wuchs im heutigen KwaZulu-Natal nördlich des Tugela-Flusses auf, einer von Armut geprägten Gegend. Sein Vater, ein Polizeibeamter, starb 1945. Als Kind hütete Jacob Ziegen und Kühe, später zog er mit seiner Mutter nach Durban, weil sie dort Arbeit als Dienstmagd gefunden hatte. Zuma hat keine formelle Schulbildung. In Durban besuchte er illegale Schulen, die von Gewerkschaftern und vom ANC betrieben wurden.

## Politische Aktivität

### Gefängnis und Exil
Zuma nennt einen Halbbruder, der bereits Mitglied im African National Congress war, als den wichtigsten politischen Einfluss in seinem Leben. 1959 trat Zuma im Alter von 17 Jahren dem ANC bei. Nach dem Verbot der Partei im Jahre 1960 blieb er für diese tätig; 1962 wurde er Mitglied der paramilitärischen Untergrundorganisation Umkhonto we Sizwe („Speer der Nation“).

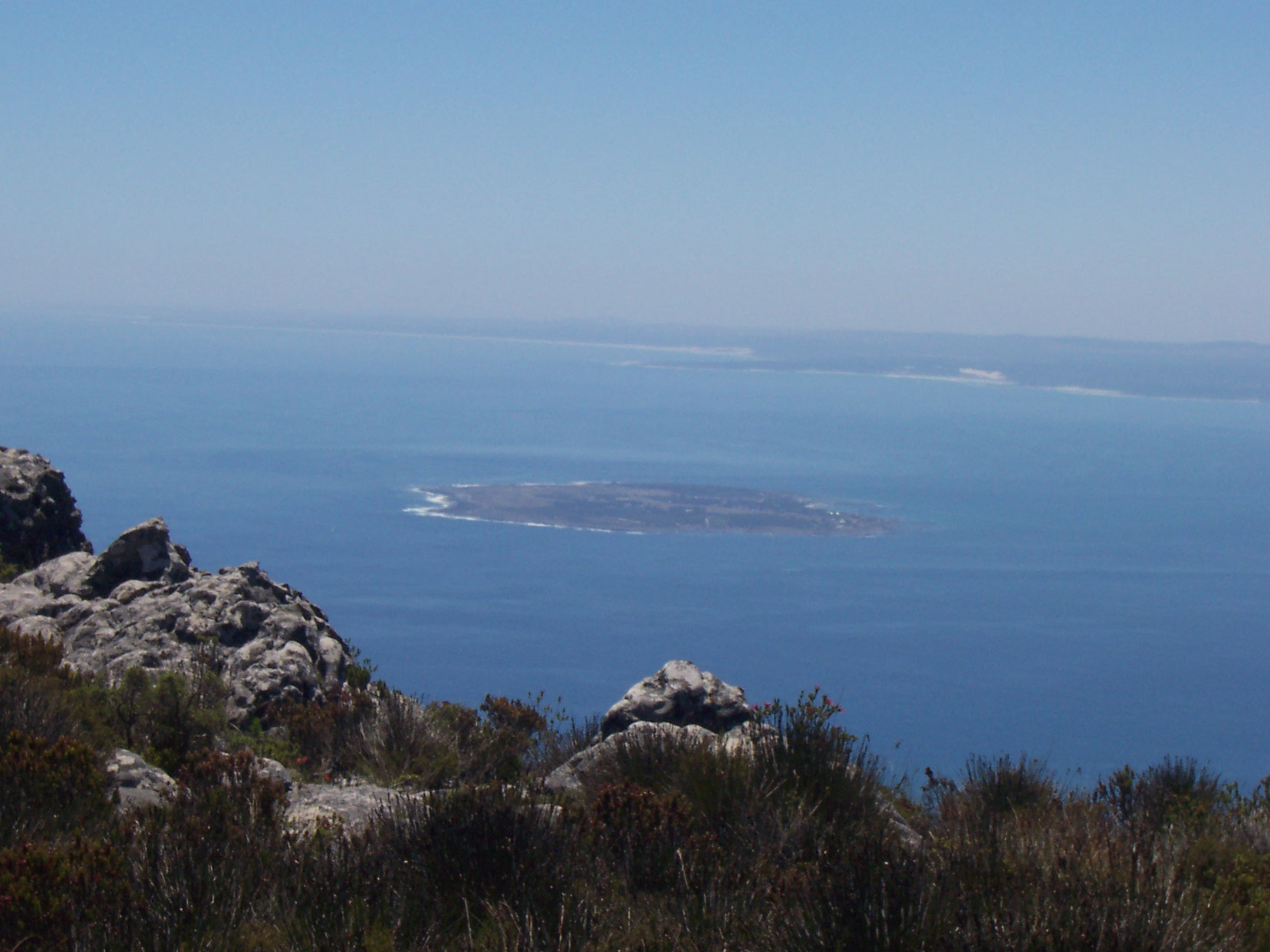
Blick vom Tafelberg auf Robben Island

1963 wurde Zuma bei dem Versuch, das Land zu verlassen, verhaftet. Wegen Planung eines Aufstands wurde er zu zehn Jahren Haft auf Robben Island verurteilt. Dort lernte er Englisch und studierte Politik bei Govan Mbeki, dem Vater von Thabo Mbeki. Während seiner gesamten Gefängniszeit erhielt er auf eigenen Wunsch keine Besuche.
Nach seiner Freilassung kehrte er nach Natal zurück und arbeitete zwischen 1973 und 1975 im Untergrund am Aufbau der ANC-Strukturen, bevor er 12 Jahre ins Exil zunächst nach Swasiland und später nach Mosambik ging. Im Jahre 1977 begann Zuma seine Zusammenarbeit mit der SACP. 1978 wurde er Mitglied des Exekutivkomitees des ANC und auf der Kabwe-Konferenz 1985 erneut dafür gewählt. Im selben Jahr nahm Zuma an einer Ausbildung für Führungsaufgaben und militärische Operationen in der Sowjetunion teil.
Seit 1984 residierte er als Hauptrepräsentant des ANC in Maputo (Mosambik). Dort bildete er unter den tausenden von südafrikanischen Flüchtlingen Kämpfer für den ANC aus. Mit Gruppen von ihnen kam er mehrmals in geheimen Aktionen nach Südafrika zurück. Dabei wurden Strukturen der Security Branch in der Region von Durban infiltriert. 1987, nachdem auf Druck des Apartheid-Regimes in Folge des Nkomati-Abkommens die Bewegungsfreiheit des ANC in Mosambik eingeschränkt worden war, musste Zuma wie andere ANC-Funktionäre auch, das Land verlassen, und ließ sich in Sambia nieder, wo der Exil-ANC in Lusaka eines seiner Verwaltungszentren hatte. Durch sein Engagement im militärischen Rat des ANC stieg er zum Chef des ANC-Geheimdienstes auf, der auch für die Spionageabwehr gegen das Apartheid-Regime verantwortlich war. Hierzu wurden brutale Verhöre und vorgetäuschte Erschießungen eingesetzt, die auch Unschuldige trafen. Die Wahrheits- und Versöhnungskommission (Truth and Reconciliation Commission) hat später den ANC dafür schwerer Menschenrechtsverletzungen für schuldig befunden. Zuma selbst äußert sich nicht öffentlich über seine Rolle in dieser Sache.

### Ende der Apartheid
In Folge der Legalisierung des ANC kehrte Zuma zusammen mit Penuell Maduna und Mathews Phosa als Mitglieder einer politischen Steuerungsgruppe nach Südafrika zurück, zunächst unter Geheimhaltung seiner Anwesenheit. Als im Mai 1990 Vertreter dieser Gruppe mit der südafrikanischen Regierung zusammen kamen, um über „Regeln und Mechanismen“ der Freilassung politischer Gefangener, Gewährung von Immunität für politische Verfolgte sowie über die Definition, was eine politische Straftat sei, zu verhandeln, ernannte der ANC ihn zum Leiter dieser Arbeitsgruppe.
Er verzichtete Ende 1990 auf seine Mitgliedschaft in der Südafrikanischen Kommunistischen Partei, um sich ganz der Arbeit im ANC widmen zu können. Im November 1990 wurde er Chef des ANC in Natal. Zuvor hatte sich Zuma in Spitzengesprächen mit Inkatha-Funktionären um die Beilegung der gewaltbeladenen Konflikte zwischen beiden Seiten bemüht. Etwa gleichzeitig führte er als Chef des nachrichtendienstlichen Netzwerkes im ANC eine Gesprächsgruppe, deren Ziel es war, im Einvernehmen mit der südafrikanischen Regierung den bewaffneten Widerstand gegen das Apartheidsystem in geregelter Form zu beenden.
Als im Juli 1991 der erste ANC-Parteikongress nach dessen Wiederzulassung in Durban stattfand, wählten ihn die Delegierten zum Vizegeneralsekretär der Organisation. Er rückte damit endgültig in die Führungsspitze des ANC auf, die mit der südafrikanischen Regierung 1990 bis 1993 die Machtteilung und damit das Ende der Apartheid aushandelte. Als Unterhändler des ANC trat Zuma auch für die Verständigung zwischen dem Zulu-König und Nelson Mandela ein. Die am 21. Juli 1992 geführten Gespräche mit Goodwill Zwelithini führten jedoch zu keinem befriedigenden Ergebnis.
Der ANC nominierte Zuma im Januar 1994 als Kandidaten für den Premierminister der Provinz KwaZulu-Natal. Hier führte er den Wahlkampf seiner Partei. Während dieser Zeit wurde sein Wohnhaus in Nkandla zweimal angegriffen. Er gewann jedoch im Verlaufe der ersten demokratischen Wahlen Südafrikas einen Sitz in der KwaZulu-Natal Provincial Legislature. Im Verlauf dieses Abgeordnetenmandats ernannte ihn der Regierungschef Frank Mdlalose zum Minister of Economic Affairs and Tourism in der Provinzregierung.
1997 wurde er zum Vizepräsidenten des ANC gewählt. In der Zeit des Exils hatte Zuma eng mit Mbeki zusammengearbeitet, 1999 wurde er vom nunmehrigen Präsidenten zu seinem Stellvertreter bestimmt. Am 14. Juni 2005 entließ Mbeki seinen Vizepräsidenten Zuma, weil dieser der Korruption angeklagt worden war. Die Entlassung wurde zwar von der ANC-Führung mitgetragen, war aber innerhalb des ANC stark umstritten.

### Korruptionsvorwürfe
Gegen Jacob Zuma waren vor Amtsantritt Vorwürfe in insgesamt 783 Fällen wegen Korruption, Betrug, Geldwäsche und Steuerhinterziehung erhoben worden, die er alle abstreitet. In den Amtszeiten von Zuma wurde der Begriff „State Capture“, der u. a. das systematische Ausrauben des Staates beschreibt, geprägt.
In einem Waffengeschäft im Umfang von fünf Milliarden US-Dollar im Jahr 1999 wurden auch zahlreiche Schmiergelder an den ANC gezahlt. Einer der Vermittler war ein enger Freund Zumas, der Durbaner Geschäftsmann Schabir Shaik, der schon in der Zeit der Illegalität dem ANC Geld zugeleitet hatte. Nach dem Ende der Apartheid hatte er Zuma aus finanziellen Schwierigkeiten geholfen. Im Juni 2005 wurde Shaik zu 15 Jahren Gefängnis verurteilt, unter anderem wegen Schmiergeldzahlungen, die er von dem französischen Rüstungsunternehmen Thales an Zuma weitergeleitet hatte; im März 2009 wurde er aus gesundheitlichen Gründen entlassen. Mbeki entließ Zuma nach dem Urteil gegen Shaik am 14. Juni 2005 als Vizepräsident, er wurde wegen Korruption, Begünstigung, Steuerhinterziehung und Betrug angeklagt und sein Haus von der Elite-Einheit Scorpions durchsucht. Im September 2008 wurde die Anklage fallen gelassen. Der Richter führte in seiner langen Stellungnahme aus, dass die Regierung die Justiz gegen Zuma instrumentalisiert habe. Als Beweis hierfür wurden Tonaufnahmen (die sogenannten spy tapes) genannt, die angeblich belegten, dass die Anklage gegen Zuma wesentlich aufgrund politischer Manipulationen erfolgt war. Die spy tapes wurden allerdings nicht der Öffentlichkeit zugänglich gemacht. Die Einstellung der Ermittlungen gegen Zuma erfolgte nur wenige Wochen vor der Wahl Zumas zum Präsidenten Südafrikas, so dass frühzeitig Behauptungen laut wurden, die Justiz sei politisch beeinflusst worden. Im April 2016 wurde die damalige Entscheidung aufgehoben, mit der Begründung, dass die Entscheidung der Staatsanwaltschaft irrational gewesen sei. Zuma erklärte im Mai 2016, gegen diese Entscheidung Widerspruch einlegen zu wollen. Der Widerspruch wurde jedoch vom Supreme Court of Appeal of South Africa am 13. Oktober 2017 zurückgewiesen.
Seit April 2018, nach dem Ende seiner Präsidentschaft, musste sich Zuma aufgrund der Korruptionsvorwürfe verantworten. Eine Anhörung war für Juli 2018 vorgesehen, wurde aber auf November 2018 vertagt. Im November wurde die Anhörung abermals auf Mai 2019 vertagt. Am 4. Februar 2020 wurde ein Haftbefehl gegen ihn ausgestellt, da er nicht zu einer Verhandlung erschienen war. Im März 2020 lehnte der Supreme Court of Appeal of South Africa Anträge Zumas und des Unternehmens Thales auf Einstellung des Korruptionsverfahrens ab.

### Vergewaltigungsvorwurf

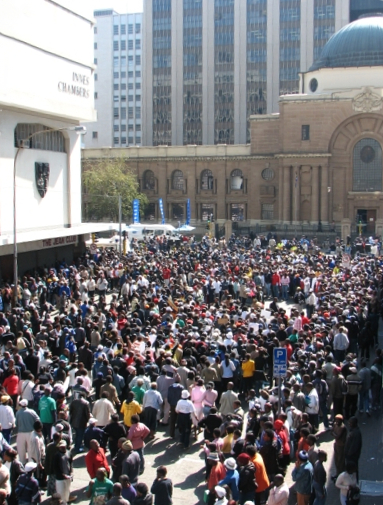
Anhänger von Zuma versammeln sich vor dem Gerichtsgebäude, während das Urteil im Vergewaltigungsprozess verlesen wird.

Im Dezember 2005 beschuldigte überdies die Tochter eines früheren Genossen Zuma der Vergewaltigung. Nach einem zweimonatigen Verfahren wurde er freigesprochen, der Geschlechtsverkehr habe einvernehmlich stattgefunden. In diesem Zusammenhang legte Zuma dar, dass er von der HIV-Infektion seiner Partnerin gewusst habe und nach dem Geschlechtsverkehr eine Dusche genommen habe, um sich dagegen zu schützen. Der bekannte südafrikanische Karikaturist Zapiro stellte Zuma danach nur noch mit einer Brause auf dem Kopf dar. Während des Verfahrens demonstrierten Tausende seiner Anhänger vor dem Gerichtsgebäude.
In einem Interview, das Ulli Kulke mit Zuma 2008 für Die Welt führte, bezog er ausführlich Stellung zu dem Vorwurf, er habe seine Dusche nach dem Sex als Schutz vor Aids bezeichnet. Das sei ein mutwilliges Missverständnis gewesen.
2012 präsentierte der Künstler Brett Murray Zuma auf dem Gemälde The Spear mit offener Hose und heraushängenden Geschlechtsteilen, um an die Vergewaltigungsvorwürfe und Zumas Polygamie zu erinnern. Der ANC nannte das Bild rassistisch und verklagte Murray sowie die ausstellende Galerie. Nachdem das Bild bereits mit Farbe beschmiert worden war, kündigte die Galerie nach einer kontroversen Anhörung an, es nicht mehr auszustellen.

### Der Machtkampf 2006 bis 2008
Am 15. Mai 2006 wurde Zuma wieder in das Amt des Vizepräsidenten des ANC aufgenommen. Er brach nie öffentlich mit Mbeki, suchte sich aber Verbündete in den Gewerkschaften, der Kommunistischen Partei, bei der Jugendliga und unter unzufriedenen Regionalpolitikern des ANC. Sie begannen eine Kampagne gegen Mbeki, gleichzeitig traten zahlreiche Jugendliche neu in den ANC ein und veränderten so die Mehrheitsverhältnisse. Auf einem stürmisch verlaufenden Nationalkonvent des ANC ab dem 16. Dezember 2007 in Polokwane kam es zur Entscheidung: Zuma wurde mit 2329 zu 1505 Stimmen zum neuen Vorsitzenden des ANC gewählt. Als die Korruptionsanklage in dem Verfahren gegen Zuma im September 2008 fallen gelassen worden war, trat Mbeki vom Amt des Präsidenten der Republik zurück. Da Zuma nicht Mitglied des Parlaments war, konnte er zu diesem Zeitpunkt nicht zum Staatspräsidenten gewählt werden; der Zumas Lager im ANC zugerechnete Kgalema Motlanthe nahm bis zu den Wahlen im April 2009 diese Position ein.
Das Xhosa-Volk stellt die Hauptmasse der ANC-Anhänger, auch die Führungsriege des ANC war lange von Xhosa dominiert (so gehören sowohl Mbeki als auch Mandela diesem Volk an). In den frühen 90er-Jahren brachen in Teilen Südafrikas (vor allem in den Townships Johannesburgs und in der Region KwaZulu-Natal) gewalttätige Auseinandersetzungen zwischen Anhängern der Zulu-nationalistischen Inkatha-Partei von Mangosuthu Buthelezi und jenen des ANC aus. Diese Gewalt nahm teilweise Züge einer ethnischen Auseinandersetzung zwischen Zulu und Xhosa an. Vor diesem Hintergrund war die Zulu-Identität Zumas bei seinem Aufstieg im ANC von Bedeutung. Schon Anfang der 1990er war er angesichts der bürgerkriegsähnlichen Unruhen in der Rolle, zwischen den Lagern zu vermitteln und gleichzeitig unter Zulu um Unterstützung für den ANC zu werben.

### Präsident der Republik Südafrika

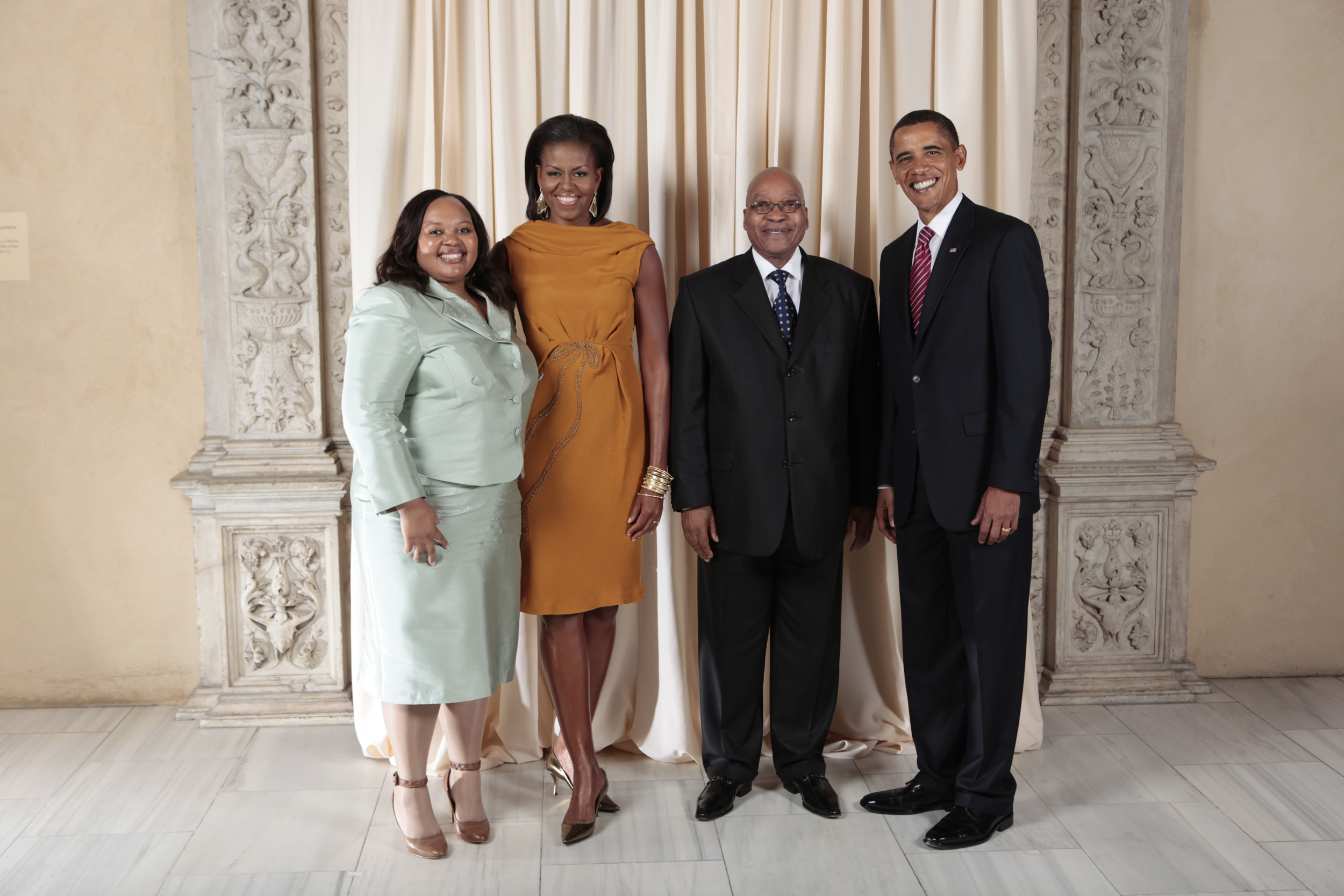
Jacob Zuma und eine seiner Frauen zusammen mit dem damaligen US-Präsidenten Barack Obama und seiner Frau Michelle Obama in New York, 2009

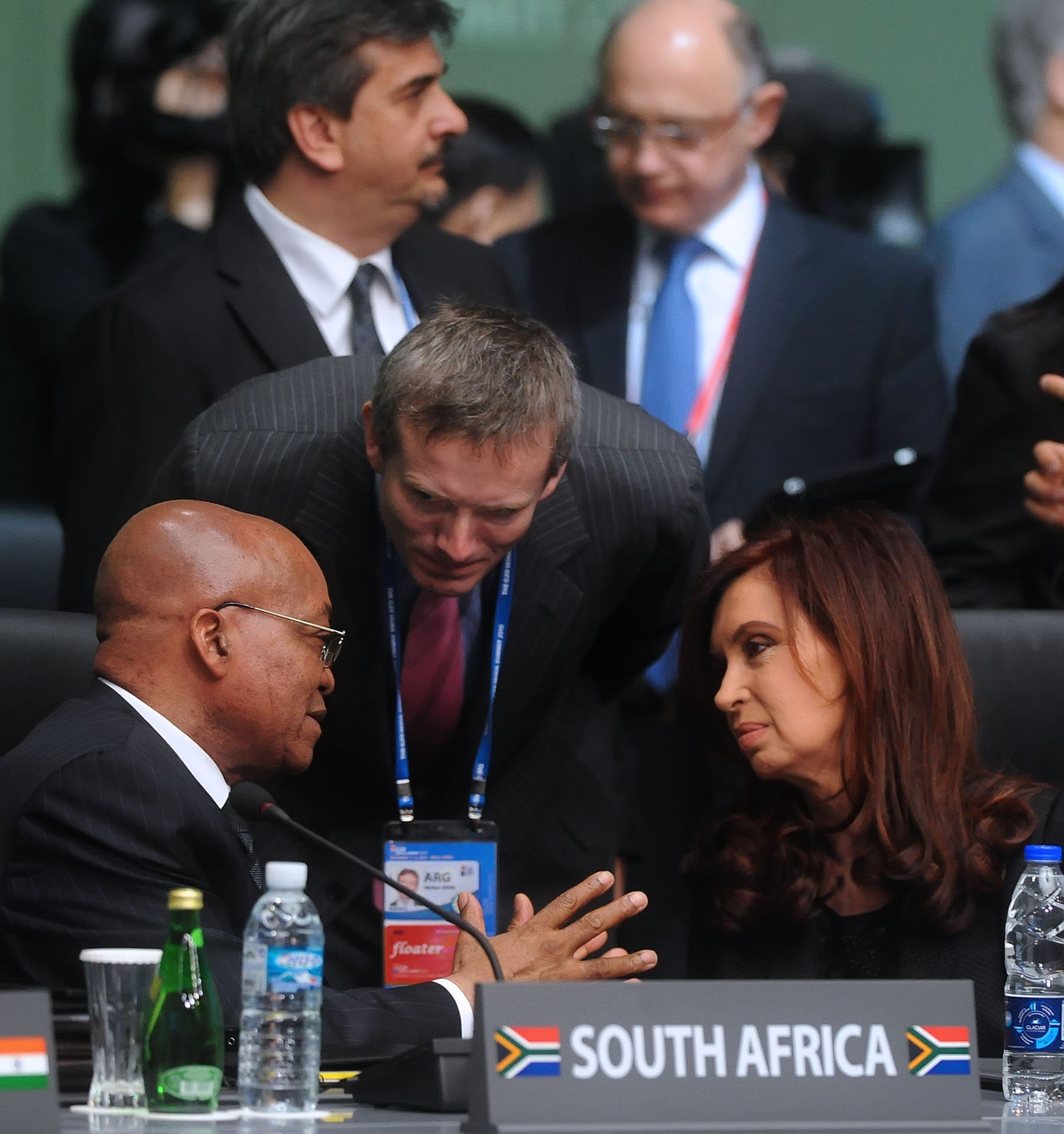
Jacob Zuma im Gespräch mit Argentiniens Präsidentin Cristina Fernández de Kirchner beim G20-Gipfel in Seoul 2010

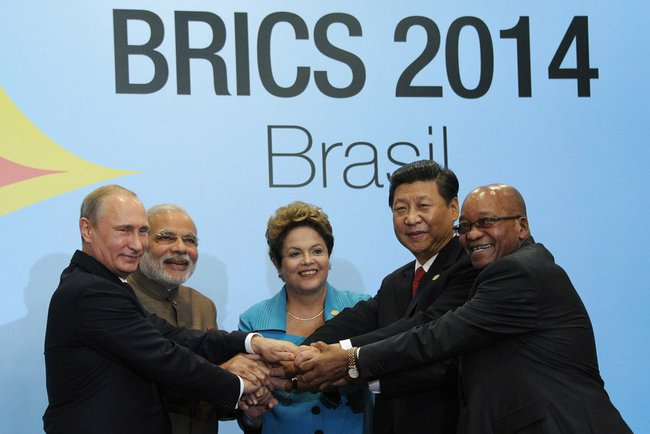
Zuma mit den anderen Führern der BRICS-Staaten in Fortaleza/Brasilien (v. l. n. r.:) Wladimir Putin, Narendra Modi, Dilma Rousseff, Xi Jinping, Jacob Zuma

Nachdem der ANC die Parlamentswahlen 2009 wieder deutlich gewonnen hatte (er verlor allerdings die Zwei-Drittel-Mehrheit), wurde Zuma vom Parlament zum Präsidenten gewählt und am 9. Mai 2009 in dieses Amt eingeführt. Er stellte seine Regierung aus Politikern des ANC zusammen, ein Vizeminister-Posten ging an Pieter Mulder, den Chef der überwiegend von Afrikaanern gewählten Freiheitsfront. Der international angesehene frühere Finanzminister Trevor Manuel verlor zwar sein Ressort, blieb aber als Chef einer neugeschaffenen Planungskommission (im Ministerrang) im Zentrum der Macht. Zuma führte die Politik seiner Vorgänger Mandela und Mbeki weiter, wonach die ökonomischen Strukturen nicht angetastet werden. So kam es weder zu einer Landreform noch zu einer Verstaatlichung der Minen.
Zuma hatte versprochen, in das Bildungssystem zu investieren und fünf Millionen neue Arbeitsplätze zu schaffen. Er wolle die Korruption bekämpfen und Staatsbeamte dem Gesetz unterwerfen. Von politischen Gegnern wird er als Populist betrachtet. Unter seinen Anhängern, vor allem der armen Bevölkerungsmehrheit, wird gerade diese Volksnähe aber positiv empfunden. Zwar sind zahlreiche Schwarze nach dem Ende der Apartheid in die neue Mittelschicht aufgestiegen, aber für die große Mehrheit hat sich ökonomisch wenig verändert. Zuma trat als ihr Anwalt und als Garant dafür auf, dass der ANC sie nicht vergessen habe. Auf Parteiversammlungen sang und tanzte er; der ANC-Protestsong aus den Tagen des Anti-Apartheid-Kampfes, Awuleth’ Umshini Wami, was so viel wie „Bring mir mein Maschinengewehr“ heißt, wurde von Zuma und von seinen Anhängern oft angestimmt.
Im Dezember 2012 wurde Zuma beim ANC-Parteitag in Bloemfontein mit fast 3000 von 4000 Delegiertenstimmen als Parteivorsitzender bestätigt und setzte sich deutlich gegen seinen Herausforderer Motlanthe durch. Zuma war ANC-Spitzenkandidat für die Wahl im Jahr 2014. Der ANC erhielt rund 62 Prozent der Stimmen und damit fast vier Prozentpunkte weniger als 2009. Dessen ungeachtet wurde Jacob Zuma 2014 erneut als Präsident des Staates vereidigt. Er übernahm damit die fünfte Periode dieses Amtes seit 1994.
Im Dezember 2015 entließ er Finanzminister Nhlanhla Nene und ernannte einen Nachfolger. Die Folge war eine akute Finanzkrise, so dass Zuma bereits nach vier Tagen einen weiteren Finanzminister, Pravin Gordhan, ernannte. Es kam zu Massenprotesten gegen Zuma, in denen sein Rücktritt gefordert wurde. Im Februar und März 2016 wurde er auch von ANC-Politikern beschuldigt, der vermögenden südafrikanisch-indischen Familie Gupta zu viel Einfluss auf die Politik eingeräumt zu haben (Guptagate). Mehrere ANC-Politiker gaben an, dass ihnen von der Familie Gupta Regierungsämter angeboten worden seien.
Ende November 2016 tagte das National Executive Committee des ANC. Eine mögliche Entmachtung Zumas wurde auch unter den Ministern kontrovers diskutiert, schließlich blieb Zuma aber in seinem Amt.
Am 31. März 2017 bildete er sein Kabinett auf zehn Ministerposten und zahlreichen Stellvertreterposten um. Unter anderem entließ er Finanzminister Gordhan. Die Umbesetzung stieß auch im ANC auf Widerspruch, unter anderem bei Vizepräsident Cyril Ramaphosa, weiteren Vorstandsmitgliedern und Generalsekretär Gwede Mantashe, ebenso bei den Bündnispartnern SACP und COSATU. Für den 8. August 2017 war in der Nationalversammlung ein Misstrauensvotum gegen Zuma angesetzt, das erstmals in geheimer Abstimmung durchgeführt wurde. Eine Absetzung Zumas wurde mit knapper Mehrheit abgelehnt. Es handelte sich um die vierte Misstrauensabstimmung gegen Präsident Zuma.
Am 29. Dezember 2017 urteilte das südafrikanische Verfassungsgericht auf Antrag mehrerer Oppositionsparteien, dass die Nationalversammlung ihre Rechte bei einer möglichen Amtsenthebung Zumas nicht ausreichend wahrgenommen habe, und verlangte eine Präzisierung der entsprechenden Regeln.

### Drohende Absetzung als Präsident und Amtsverzicht
Zum ernstesten innerparteilichen Widersacher Zumas entwickelte sich 2017 Cyril Ramaphosa, der sich in einer knapp ausgegangenen Abstimmung auf dem Parteitag des ANC am 18. Dezember 2017 gegen seine Gegenkandidatin Nkosazana Dlamini-Zuma – eine Ex-Frau von Zuma – durchsetzte und zum Parteivorsitzenden gewählt wurde. Ohne Zuma direkt anzugreifen, hatte sich Ramaphosa in seiner Kampagne vehement gegen Korruption und Filz in staatlichen Institutionen ausgesprochen. Viele rechneten danach mit der baldigen Entmachtung Zumas.
In einer außerplanmäßig einberufenen Sitzung beschloss das National Executive Committee des ANC am 12. Februar 2018, Zuma zum Rücktritt aufzufordern. Zuma widersetzte sich, so dass der ANC für den 15. Februar ein weiteres Missvertrauensvotum in der Nationalversammlung ansetzen ließ. Zuma trat schließlich am 14. Februar zurück und empfahl, Ramaphosa zum nächsten Präsidenten Südafrikas zu wählen.

### Vorwürfe von privater Bereicherung im Amt
2012 ließ Zuma sein privates Anwesen in Nxamalala in der Gemeinde Nkandla (Ward 14) erweitern. Die Kosten in Höhe von über 200 Millionen Rand (2012: rund 20 Millionen Euro) wurden zum großen Teil vom Staat getragen. Er selbst gab an, dass die Maßnahmen zur Verbesserung seiner Sicherheit erfolgten. Die Oppositionsführerin Helen Zille bezichtigte ihn hingegen des Amtsmissbrauchs.
Die Korruptionsbeauftragte der Regierung, Thuli Madonsela, präsentierte im März 2014 einen 400 Seiten starken Untersuchungsbericht zu dem Anwesen und seinen millionenteuren Umbauten, in dem Zuma „unethisches Verhalten“ vorgeworfen und er zur Rückzahlung eines Teils der Kosten aufgefordert wurde. Da er der Rückzahlung nicht nachkam, klagten die beiden größten Oppositionsparteien vor dem Verfassungsgericht. In der Verhandlung, die am 9. Februar 2016 begann, musste Zuma sein Fehlverhalten einräumen. In seinem am 31. März verkündeten Urteil wertete das Gericht die Vorgänge als Verstoß gegen die Verfassung. Zuma entschuldigte sich daraufhin öffentlich. Im Juli wurde er zur Zahlung von 7,8 Millionen Rand verurteilt.
Ende Mai 2016 wurde bekannt, dass zwischen 2013 und 2016 aus dem Budget der Polizei insgesamt elf Mittelklasse-Wagen für Zumas vier Ehefrauen angeschafft worden waren. Polizeiminister Nathi Nhleko rechtfertigte die Anschaffungen mit der Notwendigkeit, „den Ehefrauen hochgestellter Personen einen umfassenden Schutz zu gewährleisten“. Auf Kritik stieß auch die Ankündigung von Verteidigungsministerin Nosiviwe Mapisa-Nqakula, einen neuen Präsidentenjet für geschätzt etwa 2,5 Millionen US$ anschaffen zu wollen, da der alte Jet mehrfach technische Probleme gehabt habe. Sprecher der oppositionellen Democratic Alliance und der Economic Freedom Fighters kritisierten diese Ausgaben, die nicht zum gleichzeitig erhobenen Sparappell der Regierung passten. Der Präsident nutze die Staatskasse „als seine persönliche Geldbörse“ (as his personal purse).
Im November 2016 wurde der von Thuli Madonsela verfasste State Capture Report (etwa: „Staats-Inbesitznahme-Bericht“) veröffentlicht, in dem es um die Einflussnahme etwa der Gupta-Brüder und Zuma-Verwandter auf den Staat geht. Zur Aufklärung der gegen ihn erhobenen Vorwürfe sollte Zuma eine Kommission unter Vorsitz eines vom Chief Justice ernannten Richters einsetzen; sein Widerspruch gegen den Bericht verhinderte dies jedoch lange. Im Januar 2018 stimmte er schließlich der Einrichtung der Commission of Inquiry into State Capture unter Leitung des stellvertretenden Chief Justice Raymond Zondo (daher auch als Zondo-Kommission bekannt) zu.
Im April 2019 wurde Zuma in einem Bericht der Sunday Times beschuldigt, 2011 rund 30 Millionen US-Dollar Bargeld aus dem Besitz des damaligen libyschen Machthabers Muammar al-Gaddafi erhalten und in Nkandla versteckt zu haben. Er soll das Geld nach Swasiland gebracht haben, wo es von der Central Bank verwaltet werden soll.
Da Zuma sich zwei Jahre lang weigerte, vor der Zondo-Kommission auszusagen, verurteilte ihn das Verfassungsgericht der Republik Südafrika auf Antrag der Kommission am 29. Juni 2021 wegen Missachtung der Gerichtsbarkeit und wiederholter Angriffe auf die Würde der Justiz zu einer Gefängnisstrafe von 15 Monaten. In der Nacht zum 8. Juli, kurz vor Ablauf einer ihm gesetzten Frist, stellte er sich unter Protest und trat die Haft im Estcourt-Gefängnis in KwaZulu-Natal an. Sein Antrag auf Annullierung des Urteils wurde am 12. Juli abgelehnt. Zumas Inhaftierung löste in der Provinz KwaZulu-Natal und in der Metropolregion Gauteng Unruhen aus, bei denen mehr als 300 Menschen getötet sowie Dutzende Einkaufszentren und Lagerhallen zerstört und geplündert wurden; die Regierung hatte zehntausende Soldaten dagegen eingesetzt. Kurz nach Haftantritt wurde Zuma in ein Krankenhaus verlegt. Aufgrund seines schlechten Gesundheitszustandes wurde ihm am 5. September 2021 unter Auflagen vorzeitig Haftverschonung gewährt. Im selben Monat wies das südafrikanische Verfassungsgericht seinen Antrag auf Aufhebung des Urteils ab. Am 15. Dezember 2021 wurde auch die ihm gewährte Haftverschonung aufgehoben. Am 11. August 2023 trat er die Haft an, wurde jedoch nach weniger als zwei Stunden wieder entlassen. Begründet wurde dies mit einem allgemeinen Hafterlass für gewaltlose Straftäter, da die Gefängnisse in Südafrika überfüllt sind. Die Opposition verurteilte die schnelle Freilassung als politisch motiviert.

### Wahlaufruf gegen den ANC, Wahlen 2024
Im Dezember 2023 kündigte Zuma öffentlich an, bei den nächsten Wahlen nicht mehr den ANC, sondern die in diesem Monat neugegründete Partei uMkhonto we Sizwe (MK) zu wählen, und rief alle ANC-Mitglieder dazu auf, dies auch zu tun. Aufgrund dieser Aussage wurde er vom ANC wegen parteischädigenden Verhaltens mit sofortiger Wirkung suspendiert.
Im Mai 2024 gab er bekannt, eine Zweidrittelmehrheit anzustreben. Auf Grund der knapp drei Jahre zuvor gegen ihn verhängten Haftstrafe verweigerte ihm das Verfassungsgericht jedoch noch im selben Monat die Kandidatur.
Die Partei Zumas beantragte beim High Court of South Africa, dass die 2024 neu gewählte Nationalversammlung zunächst nicht zusammentreten sollte. Zur Begründung wurden „erhebliche Unregelmäßigkeiten“ bei den Wahlen angeführt. Die Wahlen seien nicht frei und fair gewesen.
Nachdem Zumas Mitgliedschaft im ANC schon im Januar 2024 suspendiert worden war, wurde er am 29. Juli 2024 aus dem ANC ausgeschlossen. Die Disziplinarkommission des ANC befand ihn für schuldig, die Parteieinheit gestört zu haben. Zuma und seine Anhänger kritisierten, dass es zu keiner Anhörung gekommen sei. Der ANC rechtfertigte dies damit, dass Zuma aus der Anhörung eine Massenkundgebung für seine Anhänger habe machen wollen.

## Privatleben

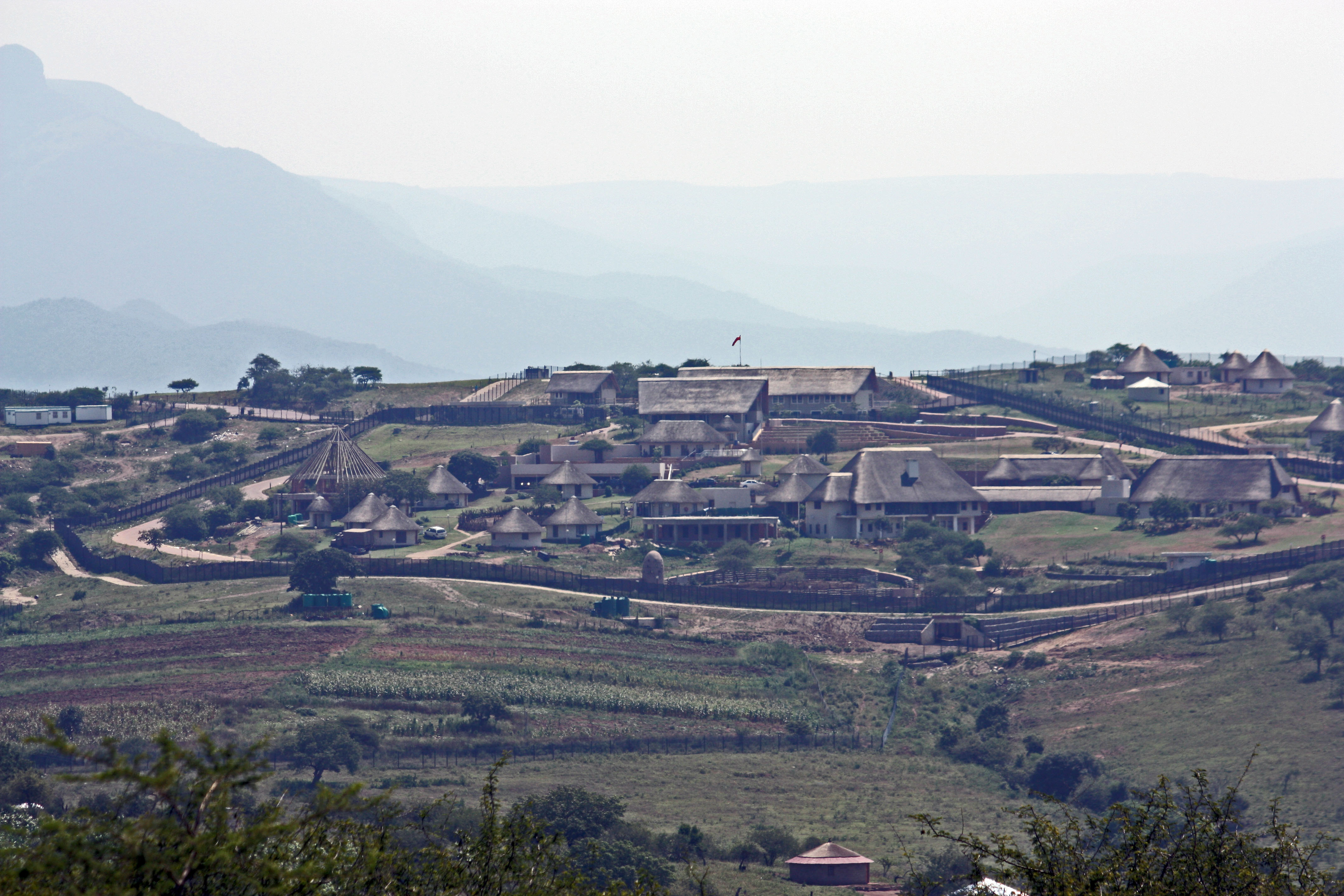
Zumas Anwesen in Nkandla

Zuma lebt in einem festungsartig ausgebauten Haus in Johannesburg. Er besitzt weitere Häuser in Kapstadt und Durban. Gelegentlich zieht er sich in seine Privatresidenz in Nxamalala in seiner Heimatgemeinde Nkandla zurück. Zuma ist ehrenamtlicher Prediger einer charismatischen Freikirche.
Zuma lebt polygam, was unter Zulu akzeptiert ist. Er ist ein überzeugter Polygamist und vertritt diese Lebensweise auch aktiv gegenüber der nationalen und internationalen Öffentlichkeit. Seine erste Frau, Sizakele Khumalo, die er bereits seit seiner Jugend kennt, heiratete er nach der Haft in Robben Island. Sie hatte während dieser zehn Jahre auf ihn gewartet und wartete dann weitere 14 Jahre während seines Exils. Obwohl sie in dieser Zeit von der Polizei unter anderem mit Hunden bedroht wurde, lehnte sie eine Trennung ab. Von seiner zweiten Frau Nkosazana Dlamini-Zuma, die in verschiedenen Ministerämtern diente und 2012 bis 2017 Generalsekretärin der Afrikanischen Union war, ließ er sich 1998 scheiden, seine dritte Frau Kate Mantsho starb 2000 durch Suizid. 2008 und 2010 heiratete Zuma zum vierten und fünften Mal. Diese Frauen heißen Nompumelelo Ntuli-Zuma und Tobeka Madiba. Mit Letzterer hatte er bereits vor der Heirat drei gemeinsame Kinder. Am 20. April 2012 heiratete Zuma zum sechsten Mal. Mit seiner neuen Ehefrau Bongi Ngema hatte er schon vor der Hochzeit einen Sohn. Im April 2018 wurde er erneut Vater; die damals 24 Jahre alte Kindsmutter Nomkanyiso Conco kündigte an, Zuma heiraten zu wollen. Insgesamt hat er mindestens 23 Kinder.
2024 heiratete seine damals 21 Jahre alte Tochter Nomcebo Zuma den 56 Jahre alten Mswati III., den König von Eswatini, als dessen 16. Ehefrau.

## Auszeichnungen und Ehrungen
- Ehrendoktor University of Zululand (2001)
- Ehrendoktor University Fort Hare (2001)
- Ehrendoktor Medical University of Southern Africa (2001)
- Ehrendoktor der University of Zambia (2009)[67]
- Ehrenritter des Order of the Bath (2010)
- Ehrenprofessur der Universität Peking (2012)[68]

## Film
- Jenseits des Regenbogens. Dokumentation, Südafrika, Deutschland, 2009, 120 Min., Regie: Jihan El Tahri, Produktion: ZDF, arte, deutsche Erstsendung: 14. April 2009, Inhaltsangabe von arte
- Ein Land als Beute – Korruption in Südafrika. Dokumentation, Südafrika, Deutschland, 2019, 82 Min., Regie: Rehad Desai, Produktion: ZDF, arte, Inhaltsangabe von arte